# Curtis Callan
Curtis Gove Callan Jr. (North Adams, 11 ottobre 1942) è un fisico statunitense.
Attualmente insegna all'Università di Princeton. Le sue ricerche vertono principalmente sulla teoria di gauge, sulla teoria delle stringhe, sui solitoni, sui buchi neri, sulle interazioni forti e su molti altri argomenti. È stato premiato con la medaglia Dirac nel 2004. Callan è conosciuto principalmente per l'equazione di Callan-Symanzik.